# Johann Jakob Walther
Johann Jakob Walther (Witterda, Turíngia, 1650 - 2 de novembre de 1717) fou un compositor i violinista alemany.
Fou músic de cambra del príncep elector de Saxònia (1576) i més tard secretari de la cort electoral de Magúncia. Com a músic la seva obra principal és Hortulus chelicus, uno violino, duabus, tribus et quator, subíndex chordis simul sonantibus harmonice modulanti (1688), obra extremadament curiosa, l'últim número es titula Serenata a un coro di violini, organo tremolant, chitarrino, piva, due tromboni et timpani, lira tedesca, ed arpa smorzata per un violino solo.
A jutjar pels efectes escrits d'aquestes obres, 'Walther degué ser el Paganini de la seva època.